# الجزيرة.نت
الجزيرة.نت هو موقع ويب إخباري تابع لقناة الجزيرة الإخبارية افتتح الموقع في يناير 2001 ليكون أول موقع رئيسي للأخبار باللغة العربية على شبكة الإنترنت، وقد تم إعادة إطلاقه بشكل جديد في سبتمبر 2004.
في عام 2005، حاولت قناة الجزيرة الحصول على اسم المجال aljazeera.com لكنها فشلت.

## الهدف
استكمال الدور الريادي لقناة الجزيرة في تطوير الرسالة الإعلامية العربية المرئية والمقروءة، وتمكين الجمهور العربي من المتابعة التفاعلية المتواصلة للأخبار والبرامج وتحليلاتها على شبكة الإنترنت، وزيادة عدد متابعي أنشطة قناة الجزيرة عبر موقعها على الإنترنت إضافة لجمهور الشاشة.

## الرؤية
المعالجة الإعلامية والمعلوماتية المتوازنة الملتزمة بالدقة والموضوعية والحياد والمراعية لتحقيق الانسجام مع الجمهور العربي ومكوناته الحضارية والاجتماعية والثقافية.

## الوسائل والسياسات التحريرية
- شعار القناة الدائم «الرأي والرأي الآخر»
- الموضوعية والحياد
- السبق والتثبت
- الدقة والتوثيق
- تعميم الخطاب.[1]

## الجمهور المستهدف
الجمهور العربي بتنوعه الفكري والثقافي وتعدده العقدي والسياسي بدءاً من صناع القرار وانتهاءً بالشباب والطلاب، ونخص منهم:
1. صناع القرار
2. الدبلوماسيين والمثقفين
3. الإعلاميين والباحثين
4. الطلاب والشباب.[1]